# مارك جروس
مارك جروس (بالألمانية: Marc Groß)‏ (12 أغسطس 1987 في ألمانيا - ) هو لاعب كرة قدم ألماني في مركز الوسط. لعب مع نادي كايزرسلاوترن و1. FC Kaiserslautern II ‏ ونادي إلفرسبيرغ.

## وصلات خارجية
- مارك جروس على موقع قاعدة بيانات كرة القدم.إي يو (الإنجليزية)
- مارك جروس على موقع بيانات كرة القدم. دي إي (الألمانية)
- مارك جروس على موقع عالم كرة القدم.نت (الإنجليزية)